# 로언 앳킨슨
로언 세배스천 앳킨슨(영어: Rowan Sebastian Atkinson, CBE, 1955년 1월 6일 ~ )은 영국의 배우/희극 배우이다. 뉴캐슬 대학교 전자공학과를 거쳐 옥스퍼드 대학교 대학원 제어공학과를 졸업한 이공계 석사 출신으로, 《라이온 킹》, 《러브 액츄얼리》, 《스쿠비 두》, 《미스터 빈》 등 다수의 영화에 출연하였다. 옥스퍼드 대학교 시절에 알게 된 토니 블레어 전 영국 총리와는 막역지간이라고 한다.
1982년에 로런스 올리비에 시상식 코미디 배우상을 받았다.
2012년 하계 올림픽 개막식에서 사이먼 래틀과 런던 교향악단의 협연에 특별 출연하여 연기를 선보이기도 하는 등 미스터 빈 캐릭터로 잘 알려져 있었으나, 2012년 11월에 이 캐릭터를 더 이상 맡지 않겠다고 선언하였다.
그가 연기한 "미스터 빈"이 워낙 유명해서 아예 "미스터 빈"라고 말하는 사람들도 있다. 하지만 그의 본명은 로언 세배스천 앳킨슨이다

## 출연 작품

### 영화
| 연도 | 작품                                      | 역할               | 비고                 |
| ---- | ----------------------------------------- | ------------------ | -------------------- |
| 1982 | Fundamental Frolics                       | 자기 자신          | 단편 영화            |
| 1983 | Dead on Time                              | 버나드 프립        | 단편 영화            |
| 1983 | 007 네버 세이 네버 어게인                 | 나이젤 스몰 포셋   |                      |
| 1988 | (영어) 더 어포인트먼트 오브 데니스 제닝즈 | Dr. Schooner       | 단편 영화            |
| 1989 | (영어) 더 톨 가이                         | 론 앤더슨          |                      |
| 1990 | (영어) 마녀와 루크                        | Mr. Stringer       |                      |
| 1993 | 못말리는 람보                             | Dexter Hayman      |                      |
| 1994 | 네 번의 결혼식과 한 번의 장례식           | 제랄드 신부        |                      |
| 1994 | 라이온 킹                                 | 자주               | 목소리 출연          |
| 1997 | (영어) 빈                                 | 미스터 빈          | 총괄 프로듀서로 참여 |
| 2000 | (영어) 메이비 베이비                      | 제임스 씨          |                      |
| 2001 | 노 브레인 레이스                          | 엔리코 폴리니      |                      |
| 2002 | 스쿠비 두                                 | 에밀 몬대베리어스  |                      |
| 2003 | 쟈니 잉글리쉬                             | 쟈니 잉글리쉬      |                      |
| 2003 | 러브 액츄얼리                             | 루퍼스             |                      |
| 2005 | 키핑 멈                                   | 월터 굿펠로우 목사 |                      |
| 2007 | 미스터 빈의 홀리데이                      | 미스터 빈          |                      |
| 2011 | 쟈니 잉글리쉬 2: 네버다이                 | 쟈니 잉글리쉬      | 각본에 참여          |
| 2017 | 환락희극인                                | 미스터 빈          | 카메오               |
| 2018 | 쟈니 잉글리쉬 3: 스트라이크 어게인        | 쟈니 잉글리쉬      | 프로듀서로 참여      |
| 2023 | 웡카                                      | 줄리어스 신부      |                      |

### 텔레비전
| 연도            | 작품                                        | 역할                                                     | 비고                                 |
| --------------- | ------------------------------------------- | -------------------------------------------------------- | ------------------------------------ |
| 1979            | Canned Laughter                             | 로버트 박스                                              | 파일럿; 작가로 참여                  |
| 1979            | The Secret Policeman's Ball                 | 자기 자신                                                | 텔레비전 스페셜                      |
| 1979–1982       | Not the Nine O'Clock News                   | 여러 인물                                                | 28 에피소드; 작가로 참여             |
| 1980            | Peter Cook                                  | 여러 인물                                                | 텔레비전 스페셜                      |
| 1980            | The Innes Book of Records                   |                                                          | 1 에피소드                           |
| 1981            | The Secret Policeman's Other Ball           | 여러 인물                                                | 텔레비전 스페셜                      |
| 1983            | 블랙애더                                    | 에드먼드 블랙애더                                        | 6 에피소드; 공동 제작과 작가로 참여  |
| 1986            | Blackadder II                               | Edmund, Lord Blackadder                                  | 6 에피소드                           |
| 1986            | Saturday Live                               | 자기 자신 (호스트)                                       | 1 에피소드                           |
| 1987            | 블랙애더 3                                  | 에드먼드 블랙에더                                        | 6 에피소드                           |
| 1988            | Blackadder: The Cavalier Years              | 에드먼드 블랙에더 경                                     | 텔레비전 단편                        |
| 1988            | 블랙애더의 크리스마스 캐롤                  | 에브네저 블랙애더                                        | 텔레비전 스페셜                      |
| 1989            | 블랙애더 4                                  | 에드먼드 블랙애더 대위                                   | 6 에피소드                           |
| 1990–1995       | 미스터 빈                                   | 미스터 빈                                                | 15 에피소드; 공동 제작과 작가로 참여 |
| 1991            | Bernard and the Genie                       | Bernard's Boss                                           | 텔레비전 스페셜                      |
| 1991            | The Driven Man                              | 자기 자신                                                | 텔레비전 다큐멘터리; 작가로도 참여   |
| 1992            | Rowan Atkinson Live                         | 자기 자신                                                | 텔레비전 다큐멘터리; 작가로도 참여   |
| 1992            | Funny Business                              | 케빈 / 내레이터                                          | 6 에피소드; 작가로도 참여            |
| 1992            | A Bit of Fry & Laurie                       | 게스트                                                   | 1 에피소드                           |
| 1992            | Laughing Matters                            | 자기 자신 (호스트)                                       | 텔레비전 다큐멘터리                  |
| 1995            | Full Throttle                               | Captain Henry "Tim" Birkin                               | 텔레비전 전기                        |
| 1995–1996       | The Thin Blue Line                          | Inspector Raymond Fowler                                 | 14 에피소드                          |
| 1999            | Blackadder: Back & Forth                    | Lord Blackadder / King Edmund III / Centurion Blaccadius | 텔레비전 영화                        |
| 1999            | (영어) Doctor Who: The Curse of Fatal Death | 닥터                                                     | 텔레비전 스페셜                      |
| 2001            | Popsters                                    | Nasty Neville                                            | 텔레비전 단편                        |
| 2002–2004 2015– | (영어) 미스터 빈                            | 미스터 빈                                                | 목소리 출연 총괄 프로듀서로 참여     |
| 2003            | Lying to Michael Jackson                    | Martin Bashir                                            | 텔레비전 단편                        |
| 2005            | Spider-Plant Man                            | Peter Piper/Spider-Plant Man                             | 텔레비전 단편                        |
| 2010            | Bondi Rescue                                | 미스터 빈                                                | 1 에피소드                           |
| 2012            | 2012년 하계 올림픽 개막식                   | 미스터 빈                                                | 텔레비전 스페셜                      |
| 2013            | Live from Lambeth Palace sketches           | 캔터베리 대주교                                          | 텔레비전 스페셜                      |
| 2015            | Horrible Histories                          | 헨리 8세                                                 | 1 에피소드                           |
| 2016–2017       | 경감 메그레                                 | 쥘 메그레                                                | 4 에피소드                           |
| 2017            | (영어) Red Nose Day Actually                | 루퍼스                                                   | 텔레비전 단편                        |
| 2019            | One Red Nose and a Wedding                  | 제랄드 신부                                              | 텔레비전 단편                        |

### 텔레비전 광고
| 연도      | 제목              | 역할        |
| --------- | ----------------- | ----------- |
| 1980      | 크로넨버그 맥주   | 세관원      |
| 1983      | (영어) Appletiser | 어부        |
| 1989      | Give Blood        | 의사        |
| 1991–1997 | 바클리카드        | 리처드 래섬 |
| 1994      | REMA 1000         | 미스터 빈   |
| 1997      | M&M's             | 미스터 빈   |
| 1999      | 닛산 티노         | 미스터 빈   |
| 2014      | 스니커즈          | 미스터 빈   |
| 2018      | 에티살랏          | 에이전트 원 |

### 뮤직 비디오 출연
| 연도 | 작품                                  | 역할           |
| ---- | ------------------------------------- | -------------- |
| 2018 | 올리 머스 "Moves" (featuring 스눕 독) | As a Bartender |

## 서훈
- 2013년 대영 제국 훈장 3등급(CBE)[4]